# Bitole
L'arrec de Bitole est un cours d'eau qui traverse le département des Pyrénées-Atlantiques.
Il prend sa source sur la commune de Lanne-en-Barétous (Pyrénées-Atlantiques) et se jette dans le Vert à Aramits.

## Affluents
- coumé de Benou ;
- ruisseau Lissiague ;
- ruisseau du col de Sudou ;
- ruisseau le Larrigau ;
- ruisseau Hourmayou ;
- gave d'Ayduc ;
- arrec de Rachet.

## Département et communes traversés
Pyrénées-Atlantiques :
- Aramits ;
- Lanne-en-Barétous.